# Whyos
Die Whyos war eine kriminelle Vereinigung in New York City von etwa 1874 bis 1890 und wird zu den fünf klassischen Banden der Stadt gezählt.

## Etymologie
Der Name der überwiegend irischen Gang soll von ihrem Erkennungsruf „Why-oh“ abstammen. Laut dem Akademiker Daniel Cassidy stammt der Gangname dagegen aus dem Gälischen ab, nämlich der Phrase „uathadh uais“, welches übersetzt in etwa „die ehrenvollen Wenigen“ (engl. noble few) bedeutet.

## Territorium
Ihr Gebiet reichte im Prinzip über das gesamte Manhattan. Das Hauptquartier wechselte im Laufe der Jahre. Es befand sich zunächst in der Kneipe „Dry Dollar“ in der Sullivan’s Chrystie Street, dann auf dem Friedhof  an der Park und Mott Street und zum Schluss in der Kneipe The Morgue.

## Geschichte
Die bekanntesten Anführer waren Danny Lyons und Danny Driscoll. Am 5. Juli 1887 erschoss Lyons Joseph Quinn, den Ex-Freund von Lyons neuester Eroberung "Pretty" Kitty McGown, auf offener Straße, nachdem Quinn Rache an Lyons schwor und diesen aufspürte. Driscoll ermordete im selben Jahr einen irischen Immigranten namens John McCarthy, welcher ein Bordell besaß und eine Prostituierte namens Beezy Garrity ihrer Einnahmen beraubte (McCarthys Bordell war eines jener Arten, wo in den Zimmern ein kleines Versteck in die Wand eingelassen war, wo zumeist ein Dieb lauerte, der den Kunden während oder nach seinem Liebesakt um seine Habseligkeiten erleichterte). Garrity beschwerte sich bei Driscoll, welcher daraufhin gegen McCarthy vorgehen wollte. Bei der anschließenden Schießerei konnte jedoch McCarthy fliehen, während ein Schuss Garrity erwischte. Garrity erlag wenige Tage später ihren Verletzungen, behauptete jedoch auf dem Totenbett, dass McCarthy den tödlichen Schuss abfeuerte. Vor Gericht sagte jedoch ihre Mutter aus, dass sie ihr kurz zuvor im Krankenhaus gestanden hatte, dass Driscoll verantwortlich dafür war. Driscoll wurde verhaftet und am 23. Januar 1888 gehängt. Lyons, der zwischendurch untergetaucht war, jedoch von der Polizei verhaftet werden konnte, wurde am 21. August 1888 ebenfalls gehängt. Mit dem Tod beider Anführer 1888 verloren die Whyos an Einfluss und in der Folgezeit konnte sich die Bande gegen die Eastman Gang nicht behaupten, zahlreiche Mitglieder waren inhaftiert worden, und so ging die Bande letztendlich unter. Während ihrer Blütezeit war die Bande dermaßen einflussreich, dass andere Banden sich mit ihr absprechen mussten. Andere irische Banden wie die Gophers und die Hudson Dusters hielten länger durch, unterlagen aber ebenfalls gegen die Eastmans, deren Nachfolger, bzw. die italienische Five Points Gang.

## Aktivitäten
Diebstähle, inklusive Taschendiebstahl, Zuhälterei und Gewalt bildeten die Einkommensquellen der Bande. Ähnlich wie die Eastman Gang hatten sie eine Preisliste für ihre brutalen, illegalen Dienstleistungen entwickelt. Vermutlich der Erste der Whyos, der diese Art von "Geschäften" absolvierte, war das Gangmitglied Piker Ryan. Ebenso war er dafür indirekt verantwortlich, dass diese Preisliste an die Öffentlichkeit geriet und in der Police Gazette veröffentlicht wurde. Ryan wurde nach einem seiner Verbrechen von der Polizei verhaftet, die in seinem Besitz die Whyo-Liste fand. Diese beinhaltete Angaben wie: Einfaches Schlagen kostet 2, Blaue Augen 4, Nasen- oder Kieferbruch 10, eingeschlagene Zähne mit Hilfe eines Schlagstocks oder ein abgeschnittenes Ohr 15, ein gebrochenes Bein oder gebrochener Arm 19, ein Schuss ins Bein oder ein Messerstich 25 und ein Mord oder eine ähnlich anspruchsvolle Aufgabe 100 US-Dollar aufwärts.